# Піка Данило Федорович
Данило Федорович Піка — (1901—1941) — бандурист, учень O. Сластіона. Учасник Полтавської Капели бандуристів. Концертмейстер. Після арешту В. Кабачка став мистецьким керівником Полтавської капели бандуристів. Певний час був і керівником Київської капели бандуристів з 1938-41 р. Скомпонував «Слово Тараса». Помер на фронті в 1941 р. Співав другим тенором. Автор багато обробок народних пісень для капели бандуристів.
Піка був одним із сильніших гравців у Капелі. Він виступав у квартеті бандури з Сергієм Міняйлом, Яковом Кладовим та О. Костецьким і записав інструментально Гопака (його аранжування), «Стукалку» (аранжування) та «Кучер'ява Катерина» в 1937 році. Капела також записала його аранжування "Взяв би я бандуру " М. Гришком у 1937 р. та Гречаниками. «Oj hop ty-ny-ny», часто акредитований Піці але раніше позначений твір як упорядкований Лисенком-Кроповницьким але зазначено Пікою в 1939 році.
Піка став художнім керівником Полтавської капели бандуристів після арешту Володимира Кабачка в січні 1934 року аж поки група не була ліквідована в жовтні 1934 року. За час його керівництва учасники Полтавської капели бандуристів перестали платити. Він був найсильнішим бандуристами в групі і, першим, хто грав на бандурі в групі. Він спочатку перетворив співаків на бандуристів, і спочатку їх всіх навчав. У нього завжди були прагнення на керівництва, але не було адміністративних здібностей. Деякі вважають, що він був інформатором КДБ і що він повідомив пна В. Кабачок і спричинив його наступний арешт.
Він на короткий термін став художнім керівником київської капели бандуристів. 
Піка підписав своє ім'я у численних аранжуваннях Хоткевича («Від Київа до Лубен», «Ой Джигуне») — коли аранжування та композиції Хоткевича заборонили грати після 1934 року) та інших, акредитованих як композитор «Тропака» — Ой гоп ти-ни-ни (оригінальний запис хором Садовського 1911 р. аранжування Кроповницького). Син Кабачок (у праці Баштана «Спогади про Кабачок K.1995») стверджує, що одна людина в Полтавській капелі, був негативним інформатором для НКВС, і переїхала до Канади. За те, ніхто з членів капели не переїхав до Канади (Назаренко, Мініяйло і Панасенко переїхали до Сполучених Штатів). Інформатором був Д.Піка який також фдоносив на В. Кабачка у 1937 р. після концерти об'єднаною капелою бандуристів в Ленінграді.
В 1941-му мобілізований до РСЧА та загинув в вересні того ж 1941-го року. Останньою адресою значиться м. Полтава, Ламаний перевулок, буд.21/2, кв.2